# ایشخان زاکاریان
ایشخان سرژیکی زاکاریان (ارمنی: Իշխան Սերժիկի Զաքարյան؛ زادهٔ ۲۱ اکتبر ۱۹۶۱) سیاستمدار اهل ارمنستان است که از تاریخ تا تاریخ سمت نمایندگی نماینده دوره‌های اول، چهارم، مجلس ملی جمهوری ارمنستان را برعهده داشت.

## زندگی‌نامه
وی در ۲۱ اکتبر ۱۹۶۱ در لانجازات، شهرستان آرتاشات به دنیا آمد . وی برنده جوایزی همچون مدال موسس خورناتسی است.

## یادداشت
1. ↑  ՀՀ վերահսկիչ պալատի նախագահ
2. ↑  Հայաստանի Հանրապետության կառավարությանն առընթեր ֆիզիկական կուլտուրայի և սպորտի պետական կոմիտեի նախագահ
3. ↑  Հայաստանի Հանրապետության Ազգային ժողովի նախագահի տեղակալ
4. ↑  Հայաստանի ազգային օլիմպիական կոմիտեի նախագահ